# وو جينغ
وو جينغ (بالصينية: 吳京) هو مخرج وممثل صيني، ولد في 3 أبريل 1974 في الصين.

## أعمال

### أفلام
- (2015) الذئب المحارب

## وصلات خارجية
- وو جينغ على موقع IMDb (الإنجليزية)
- وو جينغ على موقع ألو سيني (الفرنسية)
- وو جينغ على موقع أول موفي (الإنجليزية)
- وو جينغ على موقع قاعدة بيانات الفيلم (الإنجليزية)
- وو جينغ على موقع كينوبويسك (الروسية)